# 沖縄やんばる海水揚水発電所

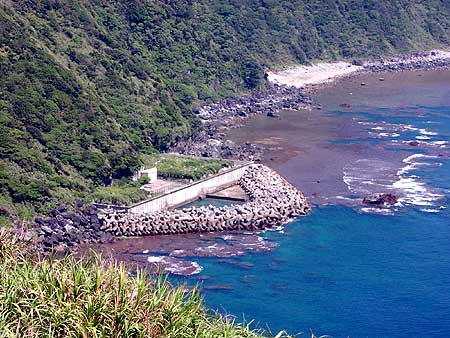
太平洋に面する取水放水口。ここから205メートル内陸側の地下空間まで管路が延びており、そこに水車と発電機が設置されている。上部調整池は水車より更に約300メートル内陸側にあり、この写真には写っていない。

沖縄やんばる海水揚水発電所（おきなわやんばるかいすいようすいはつでんしょ）は、沖縄県国頭郡国頭村にある電源開発の水力発電所。世界初の海水揚水発電所で、最大出力は30,000キロワット。売電価格が商業ベースに乗らず2016年7月19日付けで沖縄電力への売電交渉が不調に終わり、廃止された。

## 施設
この発電所は、太平洋を下池、人工の上部調整池を上池として、海水を利用した純揚水発電を行う世界初の施設。水圧管路、水車、発電機は全て地下に設置されている。有効落差は136メートル、最大流量は26立方メートル毎秒である。この発電所の最大出力30,000キロワットは、2009年（平成21年）8月3日に記録された沖縄本島の最大電力1,409,000キロワットの約2.1%である。調整池を満水にすると、30,000キロワットの出力を6時間継続できた。
沖縄本島の東海岸から約600メートル、標高約150メートルの台地の上に上部調整池が作られた。調整池は、最大幅252メートル、深さ25メートルの八角形状で（正八角形ではない）、有効貯水量は564,000立方メートルであった。海水が漏出するのを防ぐため、調整池はゴムシートで覆われた。調整池には海水魚が棲息していた。
調整池の底と水車とを結ぶ水圧管路には、海水に腐蝕されにくく、また海生生物が付着しにくいFRP管が使用された。水車は、海水による腐蝕に強いオーステナイト系ステンレス鋼製が用いられた。
発電所と国頭郡大宜味村にある沖縄電力大保変電所との間は、延長約18キロメートルの送電線（66,000ボルト、1回線）で結ばれており、火力発電所の夜間余剰電力を使用して揚水が行われていた。

## 歴史
資源エネルギー庁の委託を受けて電源開発が1990年（平成2年）3月から着工し、1999年（平成11年）3月16日に実証試験運転を開始した。発電所の建設について、電源開発は平成11年度の土木学会技術賞を受賞している。建設費320億円は国が負担した。
5年間の実証試験運転の後、2004年（平成16年）より発電運転を開始した。沖縄電力は電源開発と2014年までの契約を結び、海水揚力発電の緊急時対応能力など研究データを収集していたが、沖縄電力側にとっては当施設が無くなっても電力需給に影響はなく、また日中の売電価格の商業ベースに乗せられる価格にもならなかったため、沖縄電力との契約は2016年7月で打ち切りとなった。
本施設は2014年に国から電源開発に払い下げられていたが、電源開発は本施設の廃止を決定した。2019年から解体工事に着手したが、解体中に作業員2名が物資の下敷きとなって死亡する事故が発生している。